# Мис Бразила
Мис Бразила (порт. Miss Brasil) је бразилско национално такмичење лепоте које се одржава сваке године од 1954. Такмичење је кроз своју историју прошло кроз неколико инкарнација, а главна сврха му је била да изабере представницу Бразила за избор за Мис Универзума. Од 2020. године, такмичење је у власништву бразилског бизнисмена Винстона Линга, док је Мартина Брант обављала функцију њеног националног директора.
Од 1900. године, такмичења у стилу Мис Бразила су спорадично постојала широм земље, а не узастопно. Виолета Лима Кастро, крунисана за Мис Бразила 1900, понекад се сматра првом мис Бразила, иако су записи о томе да је она наводна прва победница недоследни и неки записи наводе да је друга жена крунисана као прва Мис Бразила у време Царства Бразила 1865. Све у свему, докази потврђују да је осам жена крунисано за Мис Бразила у раним годинама пре него што је избор за Мис Бразила званично основан.

## Недавне носитељке наслова
| Година | Мис Бразила        | Држава            | Белешке                             |
| ------ | ------------------ | ----------------- | ----------------------------------- |
| 2021   | Тереса Сантос      | Сеара             | Непласирана                         |
| 2020   | Жулија Гама        | Рио Гранде до Сул | Прва пратиља на Мис Универзума 2020 |
| 2019   | Жулија Хорта       | Минас Жераис      | Топ 20 на Мис Универзума 2019       |
| 2018   | Мајра Дијас        | Amazonas          | Топ 20 на Мис Универзума 2018       |
| 2017   | Моналиса Алкантара | Пјауи             | Топ 10 на Мис Универзума 2017       |

## Победнице по држави
| Број | Држава                   | Године                                                                           |
| ---- | ------------------------ | -------------------------------------------------------------------------------- |
| 15   | Рио Гранде до Сул        | 1956 1963 1972 1986 1993 1999 2001 2002 [ а ] 2004 2006 2008 2011 2012 2015 2020 |
| 9    | Минас Жераис             | 1961 1971 1978 1983 1995 1997 2007 2010 2019                                     |
| 8    | Сао Пауло                | 1967 1973 1974 1976 1977 1984 1991 1994                                          |
| 8    | Рио де Женеиро           | 1958 1959 1960 1965 1966 1970 1980 1981                                          |
| 5    | Санта Катарина           | 1969 1975 1988 2002 [ а ] 2005                                                   |
| 4    | Сеара                    | 1955 1989 2014 2021                                                              |
| 4    | Парана                   | 1964 1992 1996 2016                                                              |
| 3    | Мато Гросо               | 1985 2000 2013                                                                   |
| 3    | Баија                    | 1954 1962 1968                                                                   |
| 2    | Амазонас                 | 1957 2018                                                                        |
| 2    | Рио Гранде до Норте      | 1979 2009                                                                        |
| 1    | Пјауи                    | 2017                                                                             |
| 1    | Токантинс                | 2003                                                                             |
| 1    | Мато Гросо до Сул        | 1998                                                                             |
| 1    | Савезни дистрикт Бразила | 1987                                                                             |
| 1    | Пара                     | 1982                                                                             |

## Галерија
- Мис Бразил 2017 Моналиса Алкантара
- Мис Бразил 2016 Раиса Сантана
- Мис Бразил 2015 Мартина Брандт
- Мис Бразил 2014 Мелиса Гургел
- Мис Бразил 2013 Жаклин Оливеира
- Мис Бразил 2010 Дебора Лира
- Мис Бразил 2009 Лариса Коста
- Мис Бразил 2007 Наталија Гујмараеш
- Мис Бразил 2005 Карина Бедуши
- Мис Бразил 1999 Рената Фан
- Мис Бразил 1993 Лејла Шустер
- Мис Бразил 1973 Сандра Мара Фереира
- Мис Бразил 1969 Вера Фишер
- Мис Бразил 1968 Марта Васконселос
- Мис Бразил 1963 Једа Марија Варгас
- Мис Бразил 1954 Марта Роча